# Quinte
Als Quinte oder Quint (von lateinisch quinta: „die Fünfte“, altgriechisch Diapente διά (dia) πέντε (pente) „jede fünfte oder alle fünf“) bezeichnet man in der Musik ein Intervall, das fünf Tonstufen einer diatonischen, heptatonischen Tonleiter umspannt. 
Beispiel:Tonleiterabschnitt von f' nach  c" – Quinte f' c" hintereinander – Quinte f' c" gleichzeitig.
Die Quinte besteht als  „reine“ Quinte aus sieben, in ihren Varianten auch sechs oder acht Halbtonschritten. Die Quinte ist das Komplementärintervall zur Quarte.
Im engeren Sinne versteht man unter der Quinte auch die fünfte Stufe der jeweiligen Tonleiter; hierfür wird manchmal die genauere Bezeichnung Quintton benutzt.

## Varianten
Notenbeispiel: Quintintervalle
Die Quinte kann in drei Varianten auftreten:
- Die reine Quinte (a), die in der reinen Stimmung das Frequenzverhältnis 3:2 besitzt und damit das konsonanteste Intervall nach der Oktave darstellt, ist am geläufigsten. Sie findet in allen Musikarten sehr häufige Verwendung, z. B. als Bordun- oder Mixturton, und ist wichtig sowohl in der musikalischen Stimmung als auch in der Musiktheorie (siehe Quintenzirkel). Auch wird die Quinte, ähnlich der Quarte, gerne als Signalintervall benutzt. Die fallende Quinte ist zudem das wichtigste Element der Kadenz.
- Die verminderte Quinte (b) ist ähnlich wie ihr Umkehrintervall, die übermäßige Quarte oder Tritonus, ein dissonantes Intervall. Sie tritt als charakteristisches Intervall im Dominantseptakkord auf.
- Die übermäßige Quinte (c) kommt hauptsächlich als Rahmenintervall des übermäßigen Dreiklangs (z. B. c – e – gis) vor. Sie kann mit der kleinen Sexte enharmonisch verwechselt werden.

Die Quinte bildet auch das Rahmenintervall des Dur- (d) und Molldreiklangs.
|     | Intervall          | Halbtöne                    | Beispiel                                         | Umkehrintervall              |
| --- | ------------------ | --------------------------- | ------------------------------------------------ | ---------------------------- |
| (a) | reine Quinte       | 7 (3 Ganztöne + 1 Halbton)  | C–G, D–A „Wie schön leucht’ uns der Morgenstern“ | reine Quarte                 |
| (b) | verminderte Quinte | 6 (2 Ganztöne + 2 Halbtöne) | H–F, D–As                                        | übermäßige Quarte (Tritonus) |
| (c) | übermäßige Quinte  | 8 (4 Ganztöne)              | F–Cis, C–Gis                                     | verminderte Quarte           |

Im Zusammenhang mit der Partialtonreihe, z. B. bei Orgelregistern, werden der 3., aber auch der 6. Partialton als Quinte bezeichnet, Letzterer alternativ auch als Superquinte. Diese Quinte (3. Partialton) hat zur nächsttieferen Oktave ein Frequenzverhältnis von 3:2.

### Doppelbedeutung des Ausdrucks „reine Quinte“
Die Bezeichnung „Reine Quinte“ wird einerseits in der Bedeutung „weder vermindert noch übermäßig“ gebraucht, andererseits auch für das Frequenzverhältnis von genau 3:2, wie es zur reinen Stimmung gehört, also als Gegensatz zu „temperierten“ (verstimmten) Quinten (siehe folgenden Abschnitt).

## Stimmung
Das genaue Frequenzverhältnis der reinen, d. h. weder verminderten noch übermäßigen Quinte entscheidet sich mit dem jeweiligen musikalischen Stimmungssystem.
| Name                                             | Frequenzverhältnis                                | Centwert    |
| ------------------------------------------------ | ------------------------------------------------- | ----------- |
| Quinte in der reinen Stimmung ·                  | {\displaystyle {\frac {3}{2}}}                    | 701,96 Cent |
| Quinte in der gleichstufigen Stimmung ·          | {\displaystyle \left({\sqrt[{12}]{2}}\right)^{7}} | 700 Cent    |
| Quinte in der 1/4-Komma-mitteltönigen Stimmung · | {\displaystyle {\frac {\sqrt[{4}]{80}}{2}}}       | 696,58 Cent |

Siehe hierzu auch: Stimmung, Cent, Wolfsquinte

## Leere Quinte
Eine leere Quinte ist ein Zweiklang wie beispielsweise C–G. „Leer“ bezieht sich dabei auf die fehlende Terzstufe – im Beispiel E oder Es – die den Klang zu einem Dur- oder Moll-Dreiklang machen würde. Leere Quinten sind beim Stimmen z. B. der Violinen eines Orchesters zu hören. 
In der Rockmusik wird ein solcher tongeschlechtsloser Klang als „Powerchord“ bezeichnet.

## Hörbeispiele
- Quinte aufwärts
- Quinte abwärts